# キアッパ・トリプルスレット
キアッパ（チアッパ）・トリプルスレット（英: Chiappa Triple Threat）は、イタリアのキアッパ・ファイアアームズ社が開発した中折式散弾銃である。

## 概要

### 仕様
木製のレシーバーにグリップ一体型のショルダーストック等を備えたクラシカルなブレイクアクション方式の散弾銃だが、最大の特徴として、トリプルスレット（Triple Threat：三つの脅威）の名の通り、上方に一つ、下方に二つと、正面から見ると三角形になる様に18.5インチ長の三つの銃身を備えており、発射の際は、薬室側から見て右下、左下、上方の銃身の順番で発射される。
トリガーは単引き型で、フロントサイトは固定式ファイバーオプティックサイトを、銃身部分をテイクダウンさせるアクションレバー後方にマニュアル・セーフティを備え、ショルダーストックは2ピース構造となっており、グリップ部分より後部は取り外しが可能であるため、全長をより短くする事も可能。弾薬は12ゲージ、20ゲージ、.410ゲージショットシェル使用し、薬室の容積より強力な3インチマグナムショットシェルにも対応している。

### バリエーション

#### トリプルクラウン
長銃身モデル。トリプルスレットと同じく、使用弾薬は12ゲージ、20ゲージ、.410ゲージショットシェルだが、銃身長が12ゲージモデルでは28インチ、それ以外のモデルでは26インチとなっている。

#### トリプルスレット BLK
使用弾薬は12ゲージショットシェルのみで、銃身上部と下部には、拡張性を高めるピカティニーレールが備わっている。通常のトリプルスレットとは異なり、ショルダーストックはスタンダードな1ピース構造で、取り外しによる全長の短縮は出来ない 。